# 레바미솔
레바미솔(Levamisole)은 에르가미솔(Ergamisol)이라는 제품명으로 판매되는 기생충감염치료제로, 회충증과 십이지장충 감염에 주로 사용된다. 경구투여한다.
부작용으로는 복통, 구토, 두통, 현기증이 있을 수 있다. 모유수유나 임신 후기에는 사용하지 않는 것이 좋다. 감염의 위험성이 증가하는 종류의 심각한 부작용이 나타나기도 한다. 구충제로 분류된다.
1966년에 발견되어, 현재 가장 안전하고 효과적인 의약품으로 의료제도에서 필수적인 의약품 목록인 WHO 필수 의약품 목록에 등재되어 있다. 개발도상국에서 도매가는 대략 0.18달러에서 0.33달러 사이이다. 미국에서 상업적으로 이용할 수 없으며, 가축의 제충제로 사용되기도 한다.

## 의료적 사용법

### 기생충
레바미솔은 원래 인간과 동물 모두를 대상으로 하는 구충제로 사용된다. 레바미솔은 기생충의 근육에 지속적인 자극을 일으키는 니코틴성 아세틸콜린 수용체 작용제로 작용하여 마비를 일으킨다. 레바미솔의 사용을 허가하는 국가에서는 심각한 십이지장충 감염에 한해 하루 한알씩 7일간 복용할 것을 권장한다. 이외에는 대부분 돼지, 양 등의 가축에서 제충제로 사용한다. 그러나 최근에는 민물 열대어에 감염되는 카말라누스 선형동물 감염증에도 효과가 있는 것으로 알려져 아쿠아리스트들 사이에서 관심을 받고 있다.

### 암
레바미솔은 1999년과 2003년 각각 미국과 캐나다 시장에서 퇴출된 뒤, 플루오로유라실과 함께 대장암 치료를 위해 임상적으로 투여되었다. 임상시험 결과 대장암 환자들에게 플루오로유라실과 함께 병용하여 사용할 경우 효과가 있음이 나타났다. 일부 백혈구 세포주에서는 테트라미솔을 같이 투여할 때에도 유사한 효과를 보였다.

### 기타
레바미솔은 피부염, 나병, 사마귀, 편평태선, 아프타성궤양 등 다양한 피부 질환 치료에 사용되어 왔다. 그러나 이러한 투여 결과를 검토한 결과 "신경증적 흥분"이 부작용으로 나타난 것이 밝혀졌다. 얀센 연구팀 등의 후속 논문에 의하면 레바미솔과 그 거울상 이성질체인 덱사미솔은 항우울제와 유사한 성질을 가지고 있다고 한다.

## 대사과정
레바미솔은 위장관에서 쉽게 흡수되어 간에서 대사되는데, 복용 1.5시간~2시간 후에 혈장 농도가 최고점을 찍는다.반감기는 3~4시간으로 상당히 빠르기 때문에, 레바미솔 중독을 감지하는 것은 약간의 어려움이 있다. 대사물의 반감기는 16시간이다. 레바미솔의 배설은 주로 신장을 통해 이루어지며, 약 70%가 3일 동안 배설된다. 약 5%만이 대사되지 않은 채로 배설된다.
경주마 도핑테스트 결과, 투여 금지 약물로 지정된 페몰린과 아미노렉스가 말의 대사 결과물로 나타날 수 있다는 사실이 밝혀졌다. 이후 인간과 개의소변에서도 아미노렉스가 확인되었는데, 인간과 개 모두 레비미솔을 아미노렉스로 대사한다는 것을 의미한다. 그러나 레바미솔을 경구 투여한 후 172시간이 지날 때까지 정량 한계치(LoQ)보다 높은 혈장 아미노렉스 수치가 나타나지 않았다. 또한 코카인 양성 혈장 샘플에도 LoQ보다 높은 농도의 아미노렉스가 보고된 적이 없다.